# René Stourm
Fortunat René Stourm, född den 13 september 1837 i Paris, död där 23 december 1917, var en fransk nationalekonom.
Stourm var en tid professor vid École des sciences politiques, finansministerns kabinettschef 1867–1870, administratör för Crédit foncier de France, är sedan 1913 ständig sekreterare vid Académie des sciences morales et politiques. Han skrev Les finances de l’ancien régime et de la revolution (2 band, 1885), ett av hans förnämsta arbeten, L’impôt sur l’alcool dans les principaux pays (1886), Le budget (1889) och Les finances du consulat (1902) med fler.